# Rio Canora
O Rio Canora é um rio da Romênia, afluente do Almălău, localizado no distrito de Constanţa.